# Lipovica (gmina Vlasotince)
Lipovica (cyr. Липовица) – wieś w Serbii, w okręgu jablanickim, w gminie Vlasotince. W 2011 roku liczyła 313 mieszkańców.